# Pomorska baza Evangelos Florakis
Pomorska baza Evangelos Florakis (grško Ναυτική Βάση «Ευάγγελος Φλωράκης») je pomorska baza Ciprske vojne mornarice, ki se nahaja na južni obali otoka zraven industrijske cone Vasilikos (in tam nahajajoče elektrarne) blizu Zygija, med Limassolom in Larnaco. Pred 11. julijem 2011 je bila baza sedež Poveljstva pomorske baze, ki je ena od petih primarnih poveljstev Ciprske vojne mornarice. Slednje poveljstvo je bilo odgovorno za nadzor vseh kopenskih zgradb, objektov in pripadnikov vojne mornarice. 
Baza je bila poimenovana po generalporočniku Evangelosu Florakisu, vrhovnemu poveljniku Ciprske nacionalne garde, ki je bil ubit v helikopterski nesreči julija 2002.
11. julija 2011 je v bazi odjeknila močna eksplozija; eksplozija je močno poškodovala samo bazo, bližnje naselje ter elektrarno. V eksploziji sta umrla tudi poveljnik baze Lambros Lambrou in poveljnik vojne mornarice Andreas Ioannides.